# Свен Крамер
Свен Крамер (нід. Sven Kramer, 23 квітня 1986, Геренвен, Нідерланди) — нідерландський ковзаняр, олімпійський чемпіон.

## Життєпис

### Ранні роки
У сезоні 2004 року він посів друге місце у юніорському чемпіонаті світу з багатоборства.
У грудні 2004 року Крамер виграв чемпіонат Нідерландів з багатоборства у віці 18 років і таким чином вперше пройшов кваліфікацію на чемпіонат Європи з багатоборства, де виграв срібну медаль. На чемпіонаті світу з багатоборства 2005 року він став третім. Наприкінці цього сезону він підписав контракт з голландською командою TVM.
Крамер встановив новий світовий рекорд на 5000 м у Солт-Лейк-Сіті 19 листопада 2005 р., коли йому було 19 років. Зі своїм часом 6:08,78 він також увійшов до топ-10 світового рейтингу. Того сезону він став чемпіоном світу серед юніорів.
Крамер перестав кататися на ковзанах у юніорських змаганнях і став старшим фігуристом, коли йому було 20 років.

### Професійна кар'єра
Золоту олімпійську медаль Крамер завоював на Зимових Олімпійських іграх 2010 у Ванкувері на дистанції 5 тис. м. На дистанції 10 тис. м його було дискваліфіковано, незважаючи на найкращий показаний час, через помилку тренера, який показав Свену, що той має перейти на внутрішню доріжку, тоді, коли потрібно було йти зовнішньою, і Крамер збирався це зробити.
Крім олімпійського золота на дистанції 5 тис. м у Ванкувері, в доробку Крамера олімпійське срібло на дистанції 5 тис. м у Турині та дві бронзові медалі в командній гонці переслідування — у Турині й у Ванкувері.
На чемпіонатах світу Крамер здобув 12 золотих, 1 срібну і дві бронзові медалі.
27 березня 2020 року було оголошено, що Крамер продовжив контракт із командою швидкісного катання Джамбо-Вісма до зимових Олімпійських ігор 2022 року.
Крамер співпрацював з брендом Lotto нідерландської лотереї. В січні 2021 року Крамер став амбасадором Нідерландської лотереї, що є основним спонсором Королівської ковзанярський асоціації Нідерландів.